# Open de Tenis Comunidad Valenciana 2008 - Qualificazioni singolare
Le qualificazioni del singolare  dell'Open de Tenis Comunidad Valenciana 2008 sono state un torneo di tennis preliminare per accedere alla fase finale della manifestazione. I vincitori dell'ultimo turno sono entrati di diritto nel tabellone principale. In caso di ritiro di uno o più giocatori aventi diritto a questi sono subentrati i lucky loser, ossia i giocatori che hanno perso nell'ultimo turno ma che avevano una classifica più alta rispetto agli altri partecipanti che avevano comunque perso nel turno finale.
Le qualificazioni del torneo Open de Tenis Comunidad Valenciana  2008 prevedevano 32 partecipanti di cui 4 sono entrati nel tabellone principale.

## Teste di serie
1. Christophe Rochus (Qualificato)
2. Pablo Andújar (Qualificato)
3. Dušan Vemić (ultimo turno)
4. Mikhail Ledovskikh (ultimo turno)

1. Adrián Menéndez Maceiras (ultimo turno)
2. Pere Riba (ultimo turno)
3. Miguel Ángel López Jaén (Qualificato)
4. David Marrero (Qualificato)

## Qualificati
1. Christophe Rochus
2. Pablo Andújar

1. Miguel Ángel López Jaén
2. David Marrero

## Tabellone

### Legenda
| - Q = Qualificato - WC = Wild card - LL = Lucky loser | - ALT = Alternate - SE = Special Exempt - PR = Protected Ranking | - w/o = Walkover - r = Ritirato - d = Squalificato |

### Sezione 1
|  | Primo turno           | Primo turno            | Primo turno            | Primo turno | Primo turno |  |  | Secondo turno | Secondo turno         | Secondo turno         | Secondo turno | Secondo turno |   |    | Ultimo turno | Ultimo turno      | Ultimo turno      | Ultimo turno | Ultimo turno |  |
|  |                       |                        |                        |             |             |  |  |               |                       |                       |               |               |   |    |              |                   |                   |              |              |  |
|  | 1                     | Christophe Rochus      | Christophe Rochus      | 6           | 6           |  |  |               |                       |                       |               |               |   |    |              |                   |                   |              |              |  |
|  |                       | Guillermo Olaso        | Guillermo Olaso        | 1           | 3           |  |  | 1             | Christophe Rochus     | Christophe Rochus     | 6             | 6             |   |    |              |                   |                   |              |              |  |
|  | Roberto Bautista Agut | Roberto Bautista Agut  | Roberto Bautista Agut  | 6           | 6           |  |  |               | Roberto Bautista Agut | Roberto Bautista Agut | 3             | 1             |   |    |              |                   |                   |              |              |  |
|  | Juan Lopez Vico       | Juan Lopez Vico        | Juan Lopez Vico        | 2           | 0           |  |  |               |                       |                       |               |               |   |    | 1            | Christophe Rochus | Christophe Rochus | 6            | 7            |  |
|  | David Estruch         | David Estruch          | David Estruch          | 6           | 6           |  |  |               |                       | 6                     | Pere Riba     | Pere Riba     | 4 | 65 |              |                   |                   |              |              |  |
|  | Ignacio Carbonell     | Ignacio Carbonell      | Ignacio Carbonell      | 1           | 0           |  |  |               | David Estruch         | David Estruch         | 1             | 2             |   |    |              |                   |                   |              |              |  |
|  | 6                     | Pere Riba              | Pere Riba              | 6           | 7           |  |  | 6             | Pere Riba             | Pere Riba             | 6             | 6             |   |    |              |                   |                   |              |              |  |
|  |                       | Javier Genaro-Martinez | Javier Genaro-Martinez | 2           | 5           |  |  |               |                       |                       |               |               |   |    |              |                   |                   |              |              |  |

### Sezione 2
|  | Primo turno           | Primo turno              | Primo turno              | Primo turno | Primo turno |  |  | Secondo turno | Secondo turno            | Secondo turno            | Secondo turno            | Secondo turno            |   |   | Ultimo turno | Ultimo turno  | Ultimo turno  | Ultimo turno | Ultimo turno |  |
|  |                       |                          |                          |             |             |  |  |               |                          |                          |                          |                          |   |   |              |               |               |              |              |  |
|  | 2                     | Pablo Andújar            | Pablo Andújar            | 6           | 6           |  |  |               |                          |                          |                          |                          |   |   |              |               |               |              |              |  |
|  |                       | Jose Checa-Calvo         | Jose Checa-Calvo         | 0           | 4           |  |  | 2             | Pablo Andújar            | Pablo Andújar            | 6                        | 6                        |   |   |              |               |               |              |              |  |
|  | Albert Ramos Viñolas  | Albert Ramos Viñolas     | Albert Ramos Viñolas     | 7           | 7           |  |  |               | Albert Ramos Viñolas     | Albert Ramos Viñolas     | 0                        | 2                        |   |   |              |               |               |              |              |  |
|  | Antonio Šančić        | Antonio Šančić           | Antonio Šančić           | 5           | 65          |  |  |               |                          |                          |                          |                          |   |   | 2            | Pablo Andújar | Pablo Andújar | 6            | 6            |  |
|  | Andoni Vivanco-Guzman | Andoni Vivanco-Guzman    | Andoni Vivanco-Guzman    | 6           | 6           |  |  |               |                          | 5                        | Adrián Menéndez Maceiras | Adrián Menéndez Maceiras | 0 | 2 |              |               |               |              |              |  |
|  | Amador Romero-Torres  | Amador Romero-Torres     | Amador Romero-Torres     | 4           | 4           |  |  |               | Andoni Vivanco-Guzman    | Andoni Vivanco-Guzman    | 2                        | 4                        |   |   |              |               |               |              |              |  |
|  | 5                     | Adrián Menéndez Maceiras | Adrián Menéndez Maceiras | 6           | 6           |  |  | 5             | Adrián Menéndez Maceiras | Adrián Menéndez Maceiras | 6                        | 6                        |   |   |              |               |               |              |              |  |
|  |                       | Artur Romanowski         | Artur Romanowski         | 2           | 1           |  |  |               |                          |                          |                          |                          |   |   |              |               |               |              |              |  |

### Sezione 3
|  | Primo turno     | Primo turno             | Primo turno             | Primo turno | Primo turno |  |  | Secondo turno | Secondo turno           | Secondo turno | Secondo turno           | Secondo turno           |   |   | Ultimo turno | Ultimo turno | Ultimo turno | Ultimo turno | Ultimo turno |  |
|  |                 |                         |                         |             |             |  |  |               |                         |               |                         |                         |   |   |              |              |              |              |              |  |
|  | 3               | Dušan Vemić             | Dušan Vemić             | 6           | 6           |  |  |               |                         |               |                         |                         |   |   |              |              |              |              |              |  |
|  |                 | Sergio Perez-Perez      | Sergio Perez-Perez      | 3           | 2           |  |  | 3             | Dušan Vemić             | Dušan Vemić   | 6                       | 7                       |   |   |              |              |              |              |              |  |
|  | Alen Bisevac    | Alen Bisevac            | Alen Bisevac            | 6           | 6           |  |  |               | Alen Bisevac            | Alen Bisevac  | 1                       | 68                      |   |   |              |              |              |              |              |  |
|  | Antoni Gomez    | Antoni Gomez            | Antoni Gomez            | 0           | 3           |  |  |               |                         |               |                         |                         |   |   | 3            | Dušan Vemić  | Dušan Vemić  | 2            | 4            |  |
|  | Bruno Rodriguez | Bruno Rodriguez         | Bruno Rodriguez         | 6           | 6           |  |  |               |                         | 7             | Miguel Ángel López Jaén | Miguel Ángel López Jaén | 6 | 6 |              |              |              |              |              |  |
|  | Vitor Requiao   | Vitor Requiao           | Vitor Requiao           | 3           | 3           |  |  |               | Bruno Rodriguez         | 2             | 6                       | 65                      |   |   |              |              |              |              |              |  |
|  | 7               | Miguel Ángel López Jaén | Miguel Ángel López Jaén | 6           | 6           |  |  | 7             | Miguel Ángel López Jaén | 6             | 3                       | 7                       |   |   |              |              |              |              |              |  |
|  |                 | Massimo Dell'Acqua      | Massimo Dell'Acqua      | 4           | 4           |  |  |               |                         |               |                         |                         |   |   |              |              |              |              |              |  |

### Sezione 4
|  | Primo turno                  | Primo turno                  | Primo turno                  | Primo turno | Primo turno |  |  | Secondo turno | Secondo turno                | Secondo turno                | Secondo turno | Secondo turno |   |   | Ultimo turno | Ultimo turno       | Ultimo turno       | Ultimo turno | Ultimo turno |  |
|  |                              |                              |                              |             |             |  |  |               |                              |                              |               |               |   |   |              |                    |                    |              |              |  |
|  | 4                            | Mikhail Ledovskikh           | 6                            | 4           | 6           |  |  |               |                              |                              |               |               |   |   |              |                    |                    |              |              |  |
|  |                              | Gustavo Marcaccio            | 4                            | 6           | 4           |  |  | 4             | Mikhail Ledovskikh           | Mikhail Ledovskikh           | 6             | 6             |   |   |              |                    |                    |              |              |  |
|  | Héctor Ruiz Cadenas          | Héctor Ruiz Cadenas          | Héctor Ruiz Cadenas          | 6           | 6           |  |  |               | Héctor Ruiz Cadenas          | Héctor Ruiz Cadenas          | 4             | 1             |   |   |              |                    |                    |              |              |  |
|  | Komlavi Loglo                | Komlavi Loglo                | Komlavi Loglo                | 4           | 2           |  |  |               |                              |                              |               |               |   |   | 4            | Mikhail Ledovskikh | Mikhail Ledovskikh | 3            | 2            |  |
|  | Marcelo Palacios-Siegenthale | Marcelo Palacios-Siegenthale | Marcelo Palacios-Siegenthale | 6           | 6           |  |  |               |                              | 8                            | David Marrero | David Marrero | 6 | 6 |              |                    |                    |              |              |  |
|  | Javier Peris-Inigo           | Javier Peris-Inigo           | Javier Peris-Inigo           | 2           | 2           |  |  |               | Marcelo Palacios-Siegenthale | Marcelo Palacios-Siegenthale | 4             | 1             |   |   |              |                    |                    |              |              |  |
|  | 8                            | David Marrero                | David Marrero                | 6           | 6           |  |  | 8             | David Marrero                | David Marrero                | 6             | 6             |   |   |              |                    |                    |              |              |  |
|  |                              | Morgan Phillips              | Morgan Phillips              | 4           | 2           |  |  |               |                              |                              |               |               |   |   |              |                    |                    |              |              |  |